# Юліан Стрийковський
Юліан Стрийковський (пол. Julian Stryjkowski), справжнє ім'я — Песах Штарк (пол. Pesach Stark, івр. פסח סטרק; нар. 27 квітня 1905, Стрий — 8 серпня 1996, Варшава) — польський письменник єврейського походження, журналіст.

## Біографія
Народився 27 квітня 1905 року в хасидській єврейський родині у місті Стрий. Після хедеру, навчався на факультеті польської мови та літератури Львівського університету ім. Яна Казимира. З 1932 року викладав польську мову та літературу у місті Плоцьк. Був учасником сіоністського руху, проте 1934 року вступив до КПЗУ, за що був заарештований польською владою. Після звільнення працював журналістом у Львові. Після першої радянської окупації Львова 1939 року співпрацював із новою владою. Під час Другої Світової Війни був у складі Другого Польського корпусу. Після війни змінив ім'я на Юліан Стрийковський.

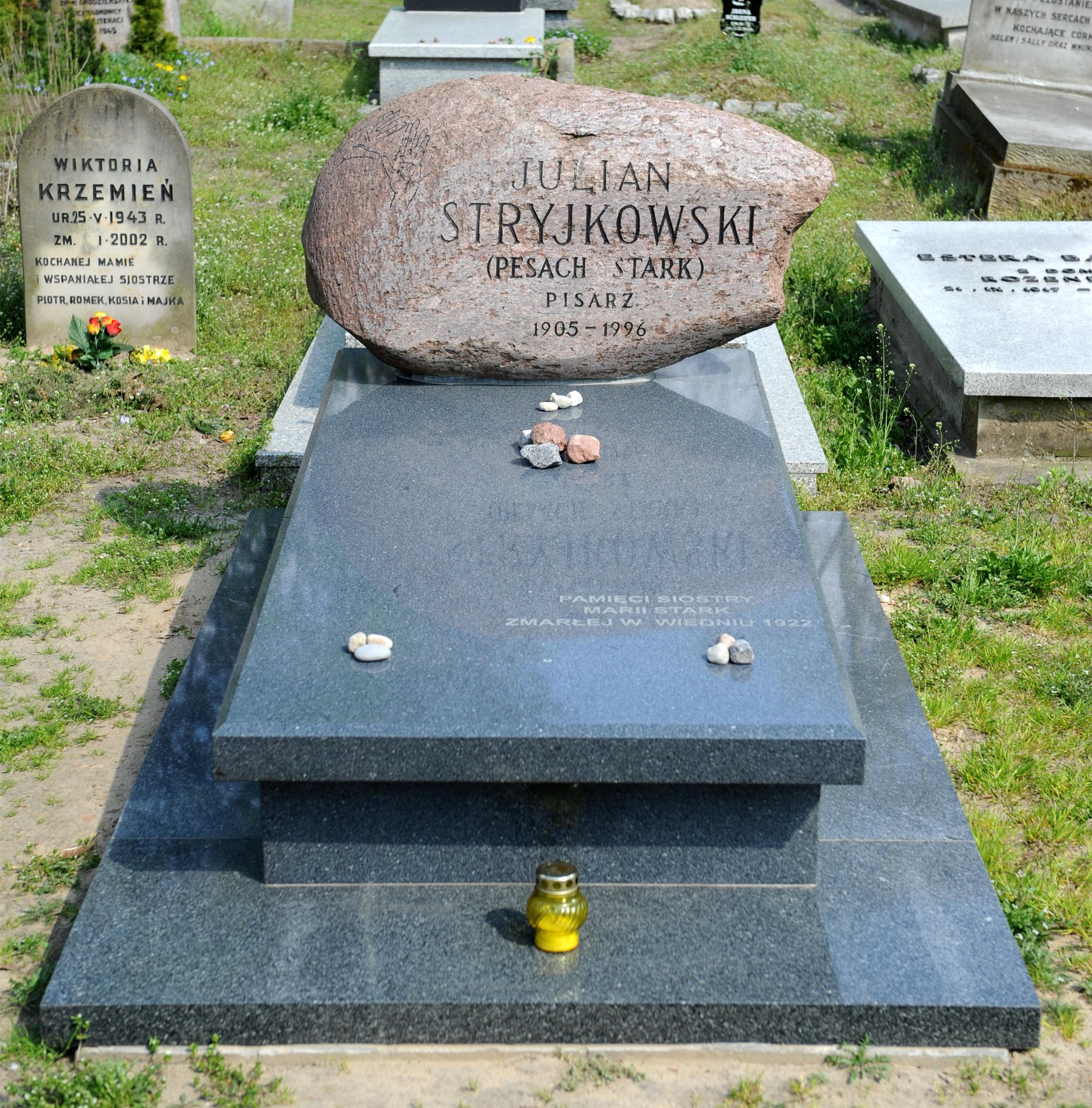
Могила Ю.Стрийковського на єврейському цвинтарі у Варшаві

1960-ті роки збігаються зі змінами світогляду письменника — він розчарувався у лівих комуністичних ідеях і протестував проти них. Його твори піддають цензурі. Роман Ю. Стрийковського «Аустерія» екранізовано режисером Єжи Кавалеровичем у 1982 році. «Аустерія» хронологічно є третьою частиною тетралогії романів («Голоси в темряві», «Луна», «Аустерія», «Сон Азраїла») про життя галицьких штетлів (єврейські містечка) на межі XIX—XX століть.
Помер 8 серпня 1996 року у Варшаві.

## Особисте життя
Стрийковський був геєм. Він зізнався у своїй гомосексуальності у віці 88 років.

## Твори
- Bieg do Fragalà (1951, роман)
- Głosy w ciemności (1956, роман)
- Pożegnanie z Italią (1954, розповіді та есеїстика)
- Imię własne (1961, розповіді)
- Czarna róża (1962, роман)
- Sodoma (1963, драма)
- Austeria (1966, роман, екранізований Єжи Кавалеровичем у 1982 році, Золотий лев Польського кінофестивалю)
- Na wierzbach… nasze skrzypce (1974, розповіді)
- Sen Azrila (1975, роман)
- Przybysz z Narbony (1978, роман)
- Wielki strach (1980, автобіографічний роман, виданий в Лондоні; первое видання в Польщі — 1990 року)
- Tommaso del Cavaliere (1982, роман)
- Odpowiedź (1982, повість)
- Martwa fala (1983, розповіді)
- Król Dawid żyje! (1984, роман)
- Syriusz (1984, розповіді)
- Juda Makabi (1986, роман)
- Echo (1988, роман)
- Sarna albo Rozmowa Szatana z chłopcem, aniołem i Lucyferem (1992, повість)
- Milczenie (1993, розповіді)